# Argumentum ad crumenam
Een argumentum ad crumenam of beroep op rijkdom, ook wel argument van de beurs, is een drogreden waarbij men aanneemt dat een conclusie juist is omdat de spreker rijk is (of dat een conclusie onjuist is omdat de spreker arm is). De drogreden is een subcategorie van het beroep op autoriteit, omdat een hoge sociaal-economische status de spreker autoriteit zou verlenen. De naam komt van crumena, het Latijnse woord voor portemonnee.
Het tegenovergestelde is het argumentum ad lazarum.

## Voorbeelden
- Als jij zo slim bent, waarom ben je dan niet rijk?
- Deze nieuwe wet is een goed idee. De meeste mensen die ertegen zijn, zijn maar gepeupel die minder dan €20.000 per jaar verdienen.
- Warren Buffett geeft een seminar. Dit seminar is beter dan andere, want Warren Buffett is rijker dan de meeste mensen.
- "Wist je dat de auteur van het boek Logically Fallacious een fortuin heeft verdiend op het internet? Dan moet dat boek wel geweldig zijn!"[2]